# Nikita Šabalkin
Nikita Alekseevič Šabalkin (in russo Никита Алексеевич Шабалкин?; Vladikavkaz, 9 ottobre 1986) è un ex cestista russo.

## Carriera
Ala forte, era dotato di ottima rapidità di movimenti e gran tiro dalla distanza. È stato di proprietà del Cska Mosca, ma ha giocato in prestito la stagione 2006-07 col CSK Samara, trascinandola alla conquista della EuroCup Challenge. Ha fatto parte dei 12 che hanno conquistato l'oro all'europeo spagnolo. Ha giocato la stagione 2007-08 in prestito, nel Chimki BC.

## Palmarès
- Campionato russo: 1

CSKA Mosca: 2005-06
- Coppa di Russia: 2

CSKA Mosca: 2005-06
Chimki: 2007-08
- FIBA EuroCup Challenge: 1

VVS Samara: 2006-07